# Leo Vindevogel
 (janvier 2014).
Si vous disposez d'ouvrages ou d'articles de référence ou si vous connaissez des sites web de qualité traitant du thème abordé ici, merci de compléter l'article en donnant les références utiles à sa vérifiabilité et en les liant à la section « Notes et références ».
Leo Vindevogel, né à Petegem-sur-l'Escaut le 14 décembre 1888 et décédé à Gand le 25 septembre 1945, était un homme politique, qui fut bourgmestre de Renaix, dans la province de Flandre-Orientale (Belgique), de 1941 à 1944. À la libération, il fut accusé de collaboration avec l'occupant nazi et, à la suite de sa condamnation, exécuté.

## Biographie

### Premières années

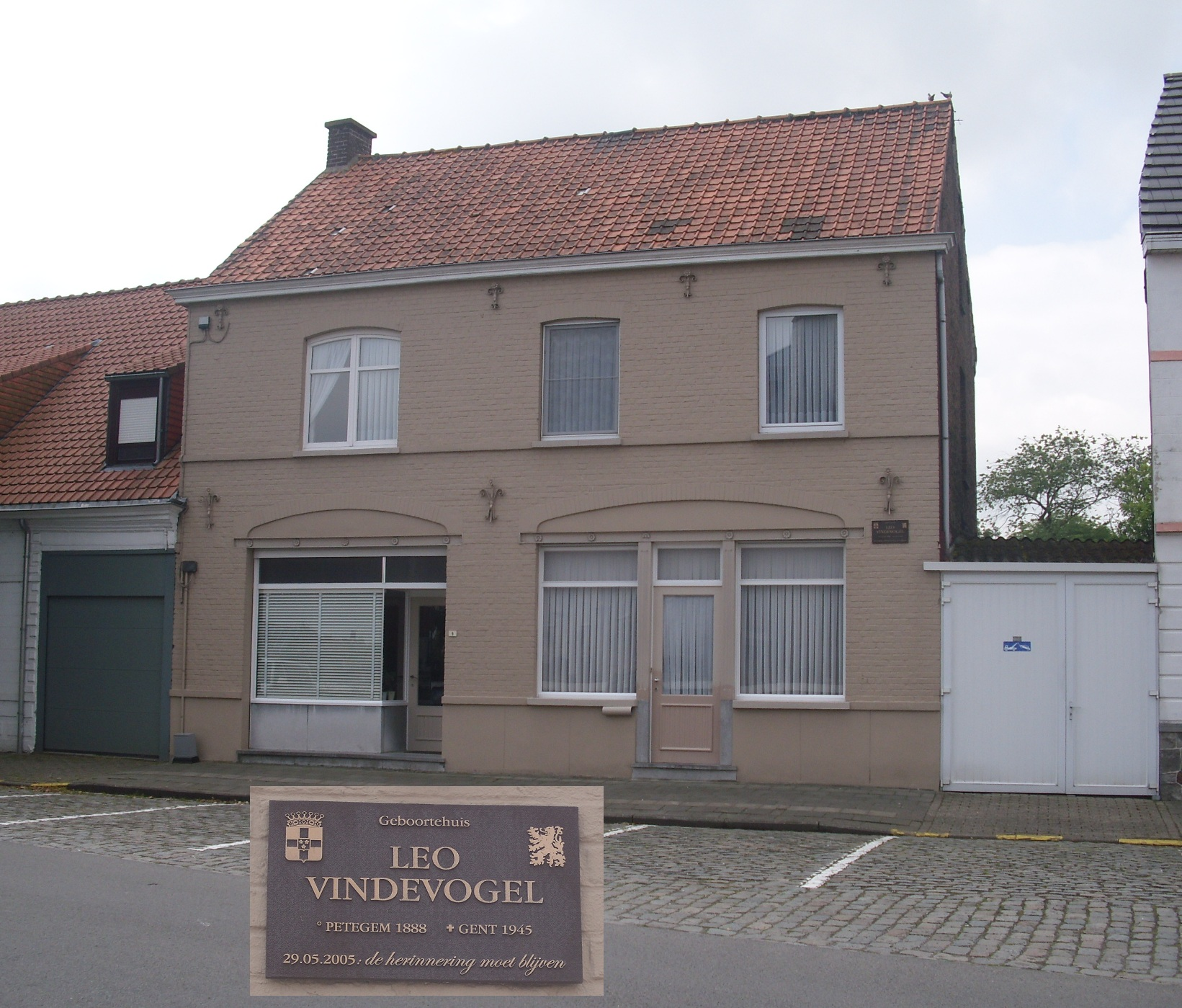
La maison natale de Vindevogel à Petegem-sur-l'Escaut.

Leo-Hyppolite Omer Vindevogel est né le 14 décembre 1888, à huit heures du soir, en la demeure de ses parents à Petegem-aan-de-Schelde. Son père, Constant Vindevogel, avait alors 42 ans et sa mère Hortense Van Coppenolle était âgée de 39 ans. Dans l'acte de naissance de Leo, dressé en néerlandais, ses parents sont tous les deux qualifiés de tenancier de débit de boissons (herbergier).       
Après avoir fait des études d'instituteur à l'école normale épiscopale de Saint-Nicolas, qui était un vivier pour les flamingants catholiques, Vindevogel devint enseignant à Renaix et il fera ensuite de la politique dans cette ville et aux alentours pour le reste de sa vie, sauf pour la période durant laquelle il alla vivre à Roubaix (en France) puis à Bruxelles. De 1907 à 1944, il fut le porte-parole de la Ligue populaire chrétienne (Christen Volksbond), un syndicat local. En 1913, il arrête sa carrière dans l'enseignement pour en lancer en politique. Ainsi, alors sans emploi en 1914, il s'enrôla comme volontaire de guerre dans l'armée belge pendant la Première Guerre mondiale. Huit chevrons de Front ainsi que la Croix de guerre lui furent décernés. Il semblerait que ce soit en partie en raison de l'expérience de la guerre que Vindevogel se radicalisa.
En 1921, il fut nommé échevin de l'éducation à Renaix et, en 1925, élu député belge. Membre du parlement belge, il fonda, en 1926, son propre parti populaire catholique flamand.

### La Seconde Guerre mondiale
Eugène Soudan, le bourgmestre socialiste de Renaix, qui était aussi Ministre de l'Instruction publique dans le Gouvernement d'Hubert Pierlot, n'eut plus la possibilité d'exercer sa charge de bourgmestre au déclenchement de la Seconde Guerre mondiale. Leo Vindevogel voulut, alors, le remplacer dans sa fonction. C'est ainsi qu'il fut bourgmestre sous l'occupation dès le 2 janvier  1941 ; c'est dans cette fonction qu'il se vit contraint de nommer des fonctionnaires ayant, en majorité, une attitude favorable à l'égard des Allemands. Il sut convaincre les occupants de sa volonté de collaborer, entre autres, en préparant des listes pour la garde civique obligatoire, liste sur laquelle les sympathisants du nouveau régime étaient omis, ou en envoyant des convocations pour le travail obligatoire en Allemagne.
En 1942, il est membre de l'organisation DeVlag et il écrit, à partir d'août 1942, des articles pour la rubrique de cette organisation dans le journal t'Volk van Ronse en Oudenaarde. Fin août 1944, quelques jours avant la Libération de Renaix le 3 septembre 1944, il écrit encore un article dans ce journal défendant sa conduite politique justifiée, dit-il, par la volks-en rasaffiniteit (affinités de peuple et de race) entre les Flamands et les Allemands.   
Il échappa à une tentative d'assassinat commise par la Résistance renaisienne le 24 décembre 1943.
Vindevogel ne quitta pas le pays lorsque celui-ci fut délivré. Peut-être était-il convaincu d'avoir agi irréprochablement. Sa famille, toutefois, se réfugia en Allemagne. En première instance, le Conseil de guerre le condamna, d'abord, à l'emprisonnement à perpétuité. Non satisfait de ce jugement, il fit appel, et en appel, la Cour militaire le condamna à la peine de mort. Son recours en grâce ayant été rejeté, il fut exécuté le 25 septembre 1945. Il fut le seul député belge à avoir été effectivement mis à mort après la libération.

## Le procès et la condamnation

### La question de la culpabilité
Concernant sa collaboration avec l'occupant nazi, plusieurs questions restent toujours sans réponse. Dans le milieu nationaliste flamand, mais aussi dans d'autres cénacles, on estima qu'il était allé trop loin dans la coopération avec l'occupant. Sa défense allégua qu'il avait mené une politique du moindre mal pour assurer l'approvisionnement de la ville et pour que la législation linguistique soit appliquée. Cependant, Maurice Ponette, un collaborateur renaisien notoire, qui servit dans la Waffen SS, et fut condamné à mort à la sortie de la guerre avant que sa peine ne soit commuée en courte détention, déclara publiquement le 25 avril 1986 à Renaix, devant le Marnixring Ronse-Taalgrens, que seule l'ambition de Leo Vindevogel l'avait poussé à briguer la charge de bourgmestre de Renaix. Or, Vindevogel avait toujours prétendu que si lui-même s'était dévoué pour exercer la charge de bourgmestre de Renaix, c'était pour barrer la route à cet extrémiste-là.
Après la Libération, il lui sera reproché le port d'armes, la propagande, des dénonciations, l'altération des institutions légales, l'aide à l'ennemi et la constitution de groupements dangereux pour l’État. Le Conseil de guerre y ajoutera aussi son rôle dans l'affaire de ses fils, l'un pour appartenance à la Waffen-SS, l'autre pour aide à la police allemande lors d'arrestation d'otages. Lors de son procès, mais aussi auparavant dans les articles qu'il livrait à la presse locale renaisienne, Vindevogel avoua sa conviction plutôt pro-allemande  et anti-anglaise ; les procureurs reconnaissaient d'ailleurs que cette opinion, en soi, n'était pas condamnable. Dans les milieux de la résistance, il fut, nonobstant, considéré - avec Auguste Borms, Irma Laplasse et Karel De Feyter - comme un symbole de la collaboration[réf. nécessaire].
Cette collaboration ne valut sans doute pas la peine de mort par comparaison à des cas de collaborateurs bien plus impliqués que lui. Bien que les bourgmestres de grandes villes comme Anvers et Liège portassent une responsabilité considérablement plus élevée (entre autres, par l'enregistrement des Juifs), ils n'avaient pourtant pas été poursuivis.[réf. nécessaire] Certains, notamment dans les milieux nationalistes flamands, disent que les mains de Vindevogel n'étaient pas ensanglantées, même pas indirectement. Mais d'autres, et notamment la section régionale renaisienne de la Confédération Nationale des Prisonniers Politiques et Ayants-Droit de Belgique prétendent le contraire, et lui imputent une importante responsabilité dans la déportation vers les camps de travail allemands de nombreux Renaisiens soupçonnés de faire partie de la Résistance. Quoi qu'il en soit, beaucoup, parmi les nationalistes flamands, considèrent son exécution comme un règlement de comptes, à la base duquel se trouvent les conceptions opposées entre flamands et francophones dans la ville de Renaix, sur la frontière linguistique : les « barons » de l'industrie textile francophiles contre la classe ouvrière flamande.
Le fait qu'une peine de prison ait été alourdie en peine de mort en appel – condamnation qui fut, de surcroît, exécutée – serait à mettre en rapport avec les événements contemporains : c'est à cette époque que l'existence des camps de concentration et d'extermination des nazis fut connue du grand public. Un autre aspect contestable du procès aurait été que Vindevogel, en tant que civil, passa en conseil de guerre sans qu'on eût préalablement levé son immunité parlementaire. Cette affirmation est cependant fausse. En effet, l'immunité parlementaire de Vindevogel avait été levée par la Chambre des représentants le 7 novembre 1944, avec une demande complémentaire adressée à la Chambre le 3 février 1945, donc bien avant qu'ait débuté son procès, le 9 mars 1945, devant le Conseil de Guerre.

### Révision du verdict
En 1994, en collaboration avec un groupe extrémiste pour la défense de la langue néerlandaise (le Taal Aktie Komitee), le fonds culturel flamand de tendance chrétien-démocrate Davidsfonds publia le livre Het Proces Vindevogel (Le Procès Vindevogel), qui offre un compte rendu sténographique détaillé de l'avancement du procès. L'historien Nico Wouters montre cependant, dans son étude intitulée L'affaire Vindevogel  qu'en réalité, ce texte crucial est surtout un texte très subjectif établi par Jan Verroken, à l'époque journaliste et propagandiste pour son parti le CVP-PSC, et ensuite homme politique, héritier politique de Vindevogel. Dans leur préface, les auteurs indiquent qu'il y avait, selon eux, eu plusieurs erreurs procédurales, sur lesquelles ils reviennent à la fin du livre pour émettre des commentaires à ce sujet ; les auteurs y décèlent de la négligence dans le traitement des preuves. Mais ces prétendues erreurs de procédure n'ont cependant pas fait l'objet d'un pourvoi en cassation par les avocats de Vindevogel.
En 2000, le gendre de Vindevogel, Remi De Vis, écrivit une note au ministre de la Justice pour lui demander la révision de l'arrêt. Il motiva notamment sa requête par la constatation que Vindevogel avait aussi été condamné en raison de la dénonciation aux Nazis du ministre Eugène Soudan, bourgmestre de Renaix jusqu'à son empêchement dû aux événements de la guerre, qui fut alors déporté au camp de concentration de Buchenwald. Toutefois, après la libération du camp, Soudan avait déclaré que Vindevogel n'était pas son dénonciateur. Ce message atteignit cependant la cour bien trop tard.
Jusqu'à nos jours, l'arrêt rendu dans le procès de Vindevogel n'a pas été revu. La condamnation de Vindevogel à une indemnité n'a pas été annulée. On a même procédé au recouvrement et transmis la condamnation civile à ses héritiers n'ayant pas répudié sa succession. Une nouvelle biographie de Vindevogel a été publiée en 2013.

## Sources/Références
1. ↑  Petegem-aan-de-Schelde, Acte de naissance n° 62 du 15 décembre 1888.
2. ↑  Nico Wouters, De zaak-Vindevogel, page 97.
3. ↑  Nico Wouters, op.cit., page 98.
4. ↑  Nomination le 2 janvier 1941, publication au Moniteur belge le 5 janvier 1941
5. ↑  Voyez à ce sujet l'article de Stef Vancaeneghem cité en lien externe dans la présente page
6. ↑  Nico Wouters, op.cit., page 100.
7. ↑  Nico Wouters, op.cit., page 102.
8. ↑  Voir notamment : Noël Deconinck, Le Renaisis pendant la seconde guerre mondiale, 1975, vol. I (1940-1943), p. 145 à 147.
9. ↑  D'après Willy Jonckheere, Jan Verroken : van Harmelcentrum tot Hertoginnedal als architekt van de taalwetgeving. Wielsbeke : Oranje-De eenhoorn, 1992, p. 54.
10. ↑  Valère Depauw, De dood met de kogel, plusieurs éditions, la dernière étant en 1992,  (ISBN 9789061527671) et les travaux de l'historien Lode Wils qui relate que le SS Maurice Ponette avait détalé de Renaix à la libération de la ville par les Armées britanniques et se trouvait dans le même convoi que l'épouse et les enfants de Leo Vindevogel, en direction de Bruxelles et ensuite vers l'Allemagne.
11. ↑  Maurice Ponette, né à Renaix en 1906 et mort à Louvain en 1998, était le petit-fils de l'ancien bourgmestre de Renaix Oswald Ponette. Il fut avocat, et défendit notamment l'activiste flamingant Florimond Grammens, dans l'entre-deux-guerres. Il fut le dirigeant du VNV (Vlaams Nationaal Verbond) de l'arrondissement d'Audenarde. Après la défaite de 1940, il devint membre du "De Vlag" et de la SS générale. Il prendra la fuite vers l'Allemagne et s'engagea dans la Waffen-SS après la libération de Renaix le 3 septembre 1944 et prit part aux combats dans les Vosges contre les troupes alliées et américaines. Condamné à mort par contumace, déchu de ses droits politiques et de la nationalité belge le 30 novembre 1945, il vécut dans la clandestinité jusqu'en 1950, date à laquelle il se rendit aux autorités. Sa condamnation à mort fut commuée en sept ans d'emprisonnement dont il ne fit que trois ans. Il récupère ensuite ses droits civiques. Il adhéra en 1977 au Vlaams Blok, parti qui venait d'être fondé par Karel Dillen et il fut candidat - non-élu - aux élections européennes de 1989.
12. ↑  Le compte-rendu de son discours fut rédigé par l'historien Luc Dejonghe, auteur de l'ouvrage Ronse, Vlaams Schiereiland. Kroniek van een Taalstrijd, Marnixring Ronse-Taalgrens : Davidsfonds afdeling Ronse, 1986, 165 pages.
13. ↑  Voyez les considérations de Stef Vancaeneghem dans le lien externe en bas de page.
14. ↑  Luc Vandevelde, Le Livre noir de Renaix, 2013, p. 17.
15. ↑  Ainsi, en septembre 1940, il écrit dans le journal renaisien t'Volk van Ronse que Hitler est ontegensprekelijk de knapste, geniaalste volksleider en staatsman van dezen tijden gebleken (is) (traduction) indéniablement le leader populaire et l'homme d'État le plus brillant et le plus génial de notre époque (sic). Cité par Nico Wouters, op.cit. page 99.
16. ↑  Luc Vandevelde, Le Livre noir de Renaix, 2013,p. 17
17. ↑  Ce fut en grande partie l'objet de son procès pour lequel il fut condamné à mort.
18. ↑  Voir le site www.plenum.be
19. ↑  Nico Wouters, De zaak-Vindevogel, dans la section De constructie van een beedlvorming, page 102 et suivantes.  . Il conclut que Als historische bron is dit verslag dus problematisch (traduction ) En tant que source historique, ce rapport est donc problématique, ou encore, en note 224, Reeds het verslag-Verroken schetst een romanesk verhaal van grote onrechtvaardigheid waarbij een op bloed beluste Dubois op uiterst brutale manier rechtsregel openlijk met de voeten treedt. (traduction) Le rapport Verroken esquisse déjà une histoire romanesque de grande injustice dans laquelle un Dubois sanguinaire bafoue ouvertement l'état de droit d'une manière extrêmement brutale.. L'auteur note que l'écrivain Valère Depauw (1912 - 1994), autre ardent défenseur et ami de Vindevogel, qui fut emprisonné pour collaboration et ne put assister au procès de Vindevogel, s'est également appuyé sur cet ainsi-nommé Compte-rendu sténographique.
20. ↑  Annales du Sénat à cet égard.
21. ↑  Le Droit civil exclut tout payement des dettes du défunt lorsqu'il y a eu renonciation à la succession du de cujus
22. ↑  Stef Vancaeneghem, Biografie of hagiografie, [en ligne], 8 janvier 2014, [www.stefvancaeneghem.blogspot.be]